# Wirtschaftsverwaltungsrecht (Deutschland)
Das Wirtschaftsverwaltungsrecht ist ein Teilbereich des besonderen Verwaltungsrechts. Es umfasst diejenigen öffentlich-rechtlichen Rechtsnormen, die staatliche Einheiten zur Einwirkung auf die Wirtschaft berechtigen oder verpflichten oder diese Einheiten zur Lenkung, Überwachung, Förderung und Information der Wirtschaft organisieren (Wirtschaftsverwaltungsrecht im weiteren Sinne).
Zunehmend wird der Begriff aber nur noch in einem engeren Sinne gebraucht. Danach umfasst das Wirtschaftsverwaltungsrecht nur die einfach gesetzlichen Rechtsnormen des öffentlichen Wirtschaftsrechts (Wirtschaftsverwaltungsrecht im engeren Sinne). Der Begriff dient dann der Abgrenzung zum Wirtschaftsverfassungsrecht, zum Europäischen Wirtschaftsrecht und zum Wirtschaftsvölkerrecht. Der Begriff „Öffentliches Wirtschaftsrecht“ wird heute überwiegend als Oberbegriff für alle diese Bereiche verstanden und hat damit den Begriff des Wirtschaftsverwaltungsrechts im weiteren Sinne weitgehend abgelöst.
Das Wirtschaftsverwaltungsrecht im weiteren Sinne umfasst folgende Aspekte:
- Verfassungsgrundlagen des Wirtschaftslebens
- Rechtsstellung und Aufgaben der Bundesbank und der Europäischen Zentralbank
- Organisation der Wirtschaftsverwaltung, insbesondere die staatliche Wirtschaftsverwaltung, die Selbstverwaltung (z. B. Industrie- und Handelskammern), und die Verbände
- Wirtschaftslenkung, Wirtschaftsaufsicht
- Subventionsrecht
- Gewerberecht
- Gaststättenrecht
- Handwerksrecht
- Güterverkehrsrecht
- Immissionsschutzrecht (siehe Bundes-Immissionsschutzgesetz – BImSchG)
- Energiewirtschaftsrecht
- Das Recht der Öffentlichen Unternehmen, insb. das kommunale Wirtschaftsrecht (siehe  Kommunales Unternehmen)
- Vergaberecht